# ثالر سانت غالن

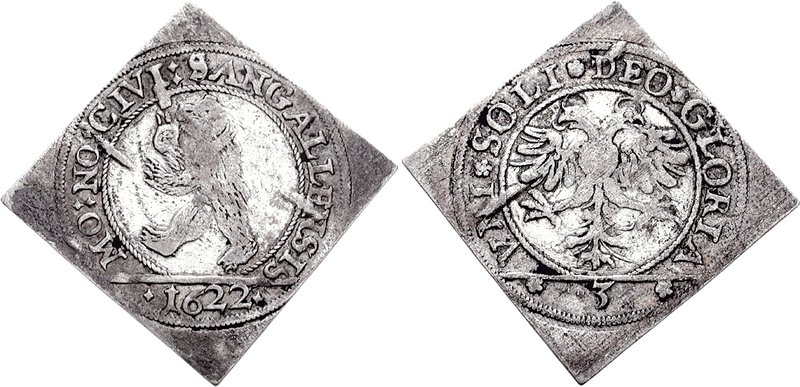

ثالر سانت غالن كان عملة كانتون سانت غالن السويسري حتى عام 1798. قسم إلى 2 غولدن وكل منها 60 كروتزر أو 240 بفينيغ. استبدل بالفرنك السويسري في عهد الجمهورية الهلفتيكية في عام 1798. استبدل الأخير بفرنك سانت غالن. صدرت القطع المعدنية في دير ومدينة سانت غال.

## القطع المعدنية
في أواخر القرن الثامن عشر، صدرت قطع بيلون من الدير من فئات 1 بفينيغ و 1 و2 و4 و5 و6 كرويتزر بالإضافة إلى القطع الفضية بفئات 10 و12 و15 و20 و30 كرويتزر و 1 غولدن و½ و1 ثالر. أما إصدارات المدينة فكانت من البيلون 2 و3 و6 و15 كرويتزر.